# Ford Modell N
Das Ford Model N war ein zweisitziger Personenkraftwagen (auch als Landaulet verfügbar), gebaut von Ford in den USA. Ab Ende 1906 wurde das mit einem Vierzylinder-Reihenmotor von 2442 cm³ Hubraum und einer Leistung von 11–13,3 kW ausgerüstete Modell für 500 US$ angeboten, wenn auch ohne Dach und Beleuchtung. Der Radstand des mit einem Kettenantrieb, Frontmotor und Hinterradantrieb versehenen Fahrzeuges betrug 2134 mm. Der Wagen ließ sich recht gut verkaufen, etwa 7000 Stück wurden produziert. Wie alle Ford zu Beginn des letzten Jahrhunderts besaß auch der N ein Planetengetriebe zur Gangwahl.
Eine Weiterentwicklung ist das kurze Zeit produzierte Ford Modell S mit längerem Radstand. Ende 1908 wurde dieser Wagen endgültig durch das Modell T ersetzt.